# Jakub (Makarczuk)
Jakub, imię świeckie Jarosław Iwanowycz Makarczuk (ukr. Ярослав Іванович Макарчук; ur. 20 czerwca 1952 w Berezówce) – ukraiński biskup prawosławny.

## Życiorys
Absolwent seminarium duchownego w Leningradzie (1990). W 1989 biskup tichwiński Prokl wyświęcił go na diakona, zaś rok później – na kapłana. W 1990 podjął w trybie zaocznym studia w Petersburskiej Akademii Duchownej. W tym samym roku przeszedł z jurysdykcji Rosyjskiego Kościoła Prawosławnego do niekanonicznego Ukraińskiego Autokefalicznego Kościoła Prawosławnego i został proboszczem parafii Przemienienia Pańskiego we Lwowie. 8 listopada 1988 przyjął chirotonię biskupią z rąk patriarchy Kościoła Autokefalicznego Dymitra oraz arcybiskupów Romana (Bałaszczuka) i Igora (Isiczenki). Otrzymał tytuł biskupa czerkaskiego.
W 2004 przeszedł do Ukraińskiego Kościoła Prawosławnego Patriarchatu Kijowskiego i został w jego jurysdykcji biskupem odeskim i bałckim. W 2012 otrzymał godność arcybiskupią. Rok później został przeniesiony na katedrę drohobycką i samborską. Od 2018 r. w jurysdykcji Kościoła Prawosławnego Ukrainy.